# HB Ludwigsburg
A HB Ludwigsburg (2024-ig SG BBM Bietigheim) egy női kézilabdaklub, amelynek székhelye a  Baden-württembergi Ludwigsburg városában található Németországban. A német élvonalban, azaz a Bundesligában és a bajnokok ligájában játszanak. 

## Története
Az SpVgg Bissingen és az SG Bietigheim-Metterzimmern 2008-ban egyesültek SG BBM Bietigheim néven. A klub hazai csarnoka nem felelt meg a BL követelményeinek, ezért a nemzetközi mérkőzéseit Ludwigsburgban rendezték. 2024 nyarától minden mérkőzésükre itt kerül sor, ezért a klub neve HB Ludwigsburgra változik.

## A klub sikerei
- Bundesliga
  - bajnok : 2017, 2019, 2022, 2023
  - második: 2018, 2021
- Német kupa
  - győztes: 2021, 2022, 2023
- Német szuperkupa
  - győztes: 2017, 2019, 2021, 2022, 2023
- EHF-Európa-liga
  - győztes: 2022
  - döntős: 2017
- EHF Bajnokok ligája
- döntős 2024

## A csapat
A 2024-2025-ös szezonban:
| Kapusok - 01 Johanna Bundsen - 16 Nicole Roth Balszélsők - 05 Antje Döll - 67 Veronika Malá Jobbszélsők - 30 Jenny Behrend - 48 Faluvégi Dorottya Beállók - 04 Kaba Gassama - 13 Valentina Klemenčič - 20 Sofia Hvenfelt | Balátlövők - 22 Xenia Smits (c) - 33 Guro Nestaker - 44 Julia Niewiadomska (sérült) Irányítók - 02 Mareike Thomaier - 14 Karolina Kudłacz-Gloc - 42 Jenny Carlson Jobbátlövők - 07 Viola Leuchter - 19 Anne With Johansen |

### Átigazolások
A 2024-2025-ös szezont megelőzően
| Érkezők - Johanna Bundsen (az IK Sävehof csapatától) - Jenny Carlson (a Brest Bretagne Handball csapatától) - Guro Nestaker (a Storhamar HE csapatától) - Valentina Klemenčič (az RK Krim Ljubljana csapatától) - Julia Niewiadomska (az SV Union Halle-Neustadt csapatától) - Nicole Roth (a Thüringer HC csapatától) - Viola Leuchter (a Bayer Leverkusen HB csapatától) - Mareike Thomaier (a Bayer Leverkusen HB csapatától) | Távozók - Szikora Melinda (a Chambray Touraine Handball csapatához) - Háfra Noémi (a Váci NKSE csapatához) - Gabriela Moreschi (a CSM București csapatához) - Inger Smits (a CSM București csapatához) - Kelly Dulfer (a Győri Audi ETO KC csapatához) - Danick Snelder (visszavonult) - Sarah Nørklit Lønborg (a Molde Elite csapatához) - Klara Birtić (az RK Podravka Koprivnica csapatához) - Isabelle Andersson |

A 2025-2026-os szezont megelőzően
| Érkezők - Hlavaty Tamás (vezetőedző) - Lena Degenhardt (a BV Borussia Dortmund csapatától) - Jana Knedlíková ? (a DHC Slavia Praha csapatától) | Távozók - Jakob Vestergaard (vezetőedző) (az Odense Håndbold csapatához) |

## Korábbi híres játékosok
- Amelie Berger
- Anna Loerper
- Ann-Cathrin Giegerich
- Dinah Eckerle
- Jenny Karolius
- Julia Behnke
- Julia Maidhof
- Kim Braun
- Kim Naidzinavicius
- Leonie Patorra
- Luisa Schulze
- Nele Reimer
- Nina Müller
- Rena Keller
- Susann Müller
- Angela Malestein
- Charris Rozemalen
- Danick Snelder
- Inger Smits
- Isabelle Jongenelen
- Kelly Dulfer
- Laura van der Heijden
- Lieke van der Linden
- Martine Smeets
- Maura Wisser
- Tess Wester
- Anna Wysokińska
- Klaudia Pielesz
- Annika Meyer
- Fie Woller
- Mia Biltoft
- Mille Hundahl
- Sarah Nørklit Lønborg
- Stine Østergaard Jørgensen
- Trine Østergaard Jensen
- Fabiana Diniz
- Fernanda da Silva
- Gabriela Moreschi
- Aneta Benko
- Klara Birtić
- Žana Čović
- Beate Scheffknecht
- Kerstin Kündig
- Paule Baudouin
- Daniela Gustin
- Emily Stang Sando
- Hanna Yttereng
- Maren Nyland Aardahl
- Bagócsi Barbara
- Háfra Noémi
- Illyés Annamária
- Szikora Melinda
- Valentyna Salamakha